# Jean Pougny
Ivan Albertovitch Pugni (en russe : Иван Альбертович Пуни), dit Jean Pougny, né le 22 février 1890 à Kuokkala (Grand-duché de Finlande, Empire russe) et mort à Paris le 28 décembre 1956, est un peintre franco-russe.

## Biographie
La famille de Jean Pougny est d’origine italienne. Il est un petit-fils du compositeur Cesare Pugni.
En 1910, il fait son premier séjour à Paris où il découvre Paul Cézanne, le fauvisme et le cubisme, et expose au Salon des indépendants.
À son retour en Russie, à cause du déclenchement de la Première Guerre mondiale, il rejoint le groupe d'avant-garde Soyouz Molodioji (« L'Union de la jeunesse ») et se lie avec Vladimir Maïakovski et Velimir Khlebnikov. Il épouse la peintre Ksenia Bogouslavskaïa.
À Pétrograd, en mars 1915, il organise la première exposition futuriste qu'il intitule « Tramway V » et présente des artistes connus sous l'appellation de « cubo-futuristes ». La consigne donnée aux artistes est de ne pas montrer leurs œuvres avant le vernissage. La surprise est de découvrir deux courants distincts : le premier représenté par Kasimir Malevitch qui propose des variations excentriques du cubisme et le second par Vladimir Tatline qui, transposant le cubisme en volume, pousse jusqu'au bout la logique de déconstruction de la forme. Pougny y expose onze de ses œuvres d'inspiration cubiste mais également un relief, Joueurs de cartes, disparu depuis, et une Nature morte composé d'un marteau suspendu à un clou planté dans une feuille de papier. Cette exposition fait scandale. Un critique ne voit dans ses tableaux qu'« un assemblage de matériaux hétéroclites, une barricade de ferraille et de détritus, [au moment où] le sang des enfants russes coule à flots. »
Jean Pougny récidive à la fin de 1915 et organise la « Dernière exposition futuriste de tableaux, 0.10 » où s'opposent les futurs constructivistes autour de Tatline et les suprématistes autour de Malévitch. Pougny adhère au suprématisme.
Après la révolution d'octobre 1917 à laquelle il se rallie avec enthousiasme, Pougny montre une prédilection pour ce qui ne présente aucune valeur esthétique, les lettres, les chiffres et les objets les plus utilitaires : « l'objet est libéré du sens, pour acquérir un sens nouveau (artistique) sans pour autant perdre son caractère d'objet (à usage social) » et il ne refuse pas la valeur décorative de la couleur. Il est nommé professeur à l'Académie des Beaux-Arts de Petrograd.
Ayant l'impression d'être dans une impasse, « au fond, le Suprématisme reste une construction expérimentale à l'intérieur du tableau », il dessine des « sujets urbains où coexistent une scène narrative dynamique et une organisation géométrique noire et statique »"
En 1919, il s'exile à Berlin d'abord, puis à Paris en 1924 où il francise son nom. En avril 1925, la galerie Barbazanges (Paris) organise une rétrospective.
Dans les années 1940 et 1950, il peint des toiles dans un style intimiste à la Édouard Vuillard.
En 1966, sa veuve donne ses œuvres au musée national d'art moderne.

## Site web personnel
JEAN POUGNY, projet de recherche

## Œuvres
- Bains, 1915, huile sur toile, 73 × 92 cm, collection particulière[5]
- Nature morte au marteau, mars 1915, carton peint à la gouache, marteau, clou, 80 × 65,5 × 9 cm, collection particulière[6]
- Le Coiffeur, 1915, huile sur toile, 83 × 65 cm, Musée national d'art moderne, Paris[6]
- Composition suprématiste, 1915, huile sur toile, 84,5 × 56,5 cm, collection particulière[7]
- La Boule blanche, 1917, bois peint à l'huile et plâtre, 34 × 51 × 12 cm, Musée d'art moderne, Paris[8]
- Révolution, 1917, encre de Chine sur papier, 30,5 × 23 cm, collection particulière[9]
- Le Violon rouge, 1919, peinture à la colle sur papier marouflé sur toile, 115 × 146 cm, Musée national d'art moderne, Paris[6],
- Le Musicien synthétique, 1921, huile sur toile, 145 × 98 cm, Berlinische Galerie, Berlin[10]
- Rue à Paris, hst, [s.d.], conservée musée du Petit Palais de Genève